# Beni Oura
 (avril 2025).
Améliorez-le ou discutez des points à vérifier. 
Beni Oura est une tribu marocaine ayant traditionnellement fait partie de la confédération des Chaouïa et qui a été absorbée par la tribu voisine des Ziaïda entre la fin du X et le début du XXe siècle. 

## Histoire
Béni Oura est une tribu d'origine zénète et une fraction des Beni Meksai,, ils se sont installés à l'endroit qu'ils occupent il y a environ deux siècles.   
Selon Ibn Khaldoun, les Béni Oura sont venues anciennement du Souss et appartiennent aux Maghraouas.
Selon une autre hypothèse, ils seraient issu des Sanhadja – ils se disent originaires de Taza et se donnent comme cousins les Beni Ouareïn et d'autres disent qu'ils seraient originaire des environs de Fès.